# Восхождение (фильм, 2002)
«Восхождение» (англ. The Climb) — американский художественный фильм 2002 года, драма режиссёра Джона Шмидта.

## Сюжет
Деррик Уильямс (Джейсон Джордж) и Майкл Харрис (Нед Вон) — двое молодых альпинистов, прославившихся одиночными восхождениями на известные горные вершины. Особых симпатий по отношению друг к другу они не испытывают, а их взгляды на жизнь не совпадают ни по одному вопросу: Деррик темпераментный и горячий, а Майкл хладнокровный и осторожный. Деррик весьма эгоистичный человек, который желает совершить большое восхождение в одиночку, а Майкл — добросердечный христианин. Объединяет их лишь одно: мечта о покорении Чиканаги — одного из наиболее опасных и недоступных пиков южноамериканских Анд. Однажды они оба получают шанс совершить подъём всей жизни. Влиятельный бизнесмен Мэки Леонард предлагает им профинансировать их восхождение на Чиканагу — но лишь при одном условии: Деррик и Майкл должны сотрудничать, должны будут пойти на штурм вершины вместе.
Шумная рекламная кампания, развернутая Леонардом в прессе, воспринимается Дерриком как должное, но сильно раздражает Майкла. Упорные совместные тренировки тоже не добавляют альпинистам симпатий друг к другу. Но перед лицом суровых Чилийских Анд им придется забыть о своих разногласиях. Создалась необычная команда из совершенно разных людей, которые имеют различные цели, различные представления о жизни, объединенные одной альпинистской мечтой. Искатели приключений совершают рискованный и опасный подъём, в итоге перевернувший их жизнь.